# 龍口了信

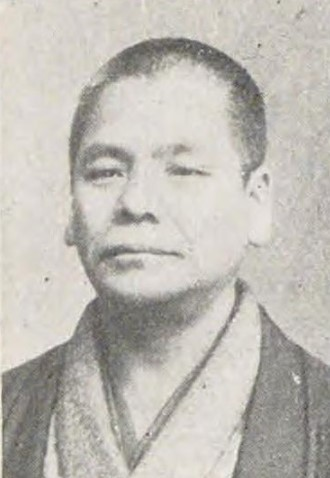
龍口了信

龍口 了信（たつぐち りょうしん、1867年11月5日（慶応3年10月10日） - 1943年12月4日）は、日本の教育者、宗教家、政治家、衆議院議員。高輪中学校・高等学校創立者。　

## 経歴
安芸国佐伯郡井口村（現広島県広島市西区井口）の勝順寺に生まれる。1894年東京帝国大学国史科卒業。広島県立第一中学（現広島国泰寺高等学校）教諭、広島県立第三中学（現広島県立三次高校）校長の後、本派本願寺文学寮（現龍谷大学）教授、同執行所賛事、布教講習所長、台湾布教総督となる。1906年、東京高輪の泉岳寺隣に高輪中学（現高輪中学校・高等学校）を設立。1908年、同郷の医学史家・富士川游に依頼して同校に招き性教育授業を行う。これは日本で初めての性教育授業ともいわれ大きな反響を呼んだ。
その後、政治家となり中正会に属し1915年、第12回衆議院議員総選挙に広島県佐伯郡部から立候補し当選。翌1916年、第14回衆議院議員総選挙では立憲政友会所属で広島六区（当時は佐伯郡）で当選した。
夏目漱石や中村是公らと親交があり、漱石の小説「こゝろ」に登場する人物「K」は、了信がモデルの一部ともいわれる（了信は寺の次男として生まれた。「こころ」の登場人物の「K」氏は了信をはじめ、他多くの夏目漱石の友人の特徴を混ぜ合わせて創られているとされる）。
カルピス創業者・三島海雲は教え子の一人という。